# Островильня
Островильня или Островильно — озеро в Усвятской волости Усвятского района Псковской области. Расположено на территории болота Большой Мох.
Площадь — 1,6 км² (160,0 га). Максимальная глубина — 4,0 м, средняя глубина — 2,0 м. Площадь водосборного бассейна — 605,0 км².
Глухое. Относится к бассейну реки Карачевка, притока Молитвенки (через Молитвенское озеро), которые, в свою очередь, относятся к бассейну реки Усвяча (через Усвятское озеро), а она — к бассейну Западной Двины.
Тип озера окуневый. Массовые виды рыб: окунь, щука, карась, вьюн.
Для озера характерно: илисто торфяное дно, сплавины; бывают заморы.